# 石渡明
石渡 明（いしわたり あきら、1953年 - ）は、日本の地質学者。専門は地質学・岩石学。東北大学教授を経て、環境省原子力規制委員会委員。米国地質学会フェロー、元日本地質学会会長。オフィオライト研究などで著名。日本学術会議連携会員。

## 略歴
神奈川県鎌倉市生まれ。東京都狛江市出身。狛江市の小学校・中学校を経て、志望していた都立高校の入学試験に不合格となったため追加募集を行っていた東京都立神代高等学校に進学し、1971年卒業。高校では柔道部を経て、2年次から地学部に所属。国立旧一期校理学部の入学試験に不合格となったため、1971年国立旧二期校であった横浜国立大学教育学部地学教室入学。見上敬三教授の指導の下、福井県大飯町から高浜町にかけての地質調査を行う。1975年大学を卒業したが、高校教諭の採用がなかったため、神奈川県立平塚江南高等学校非常勤講師に就任。
卒業論文の研究を発表したいとの思いから大学院進学を決意し、横浜国立大学には大学院がなかったため福井県に近かった金沢大学大学院理学研究科地学専攻修士課程に進学し、1978年修了。金沢大学には博士課程がなかったため、1981年東京大学大学院理学系研究科地質学専攻博士課程修了、理学博士（論文の表題は、Petrology of the mafic and ultramafic rocks in the Yakuno ophiolite, the inner zone of Southwest Japan (西南日本内帯・夜久野オフィオライトの苦鉄質岩と超苦鉄質岩の岩石学)）。東京大学の指導教官は久城育夫教授及び中村保夫助教授。この間母校東京都立神代高等学校、東京都立千歳高等学校、東京都立明正高等学校、東京都立調布南高等学校、筑波大学附属駒場中学校で非常勤講師として教鞭を執った。
博士課程の出来に満足できなかったため研究者になることを断念し、1981年東京都立明正高等学校定時制教諭（地学・生物・化学担当）に就任。1982年、パリ第6大学から誘いを受け、パリ第8大学構造地質学科助手に就任。1985年就職のあてはなかったものの帰国し、母校東京都立神代高等学校非常勤講師や放送大学教養学部非常勤講師を務めながら、教員公募に応募した。
1986年文部教官採用、母校金沢大学理学部地球学教室助手に就任。1988年同講師昇格、1992年同助教授昇格、2003年同教授昇格。2004年金沢大学理学部地球学科学科長。2008年4月東北大学東北アジア研究センター基礎科学部門地球化学分野教授となり、東北大学大学院理学研究科地学専攻岩石地質学講座教授兼担。この間母校横浜国立大学、東京大学などで非常勤講師を務めたほか、2012年から2014年まで日本地質学会会長。2014年9月東北大学を退職し、環境省原子力規制委員会委員に就任。2009年度日本地質学会賞受賞、2014年米国地質学会（GSA）フェロー選出。2024年9月環境省原子力規制委員会委員を退任。